# Семёновская (муниципальный округ Егорьевск)
Семёновская — деревня в муниципальном округе Егорьевск Московской области России.

## История
Упоминается со второй половины XVIII века в составе Крутинской волости Коломенского уезда. В 1763 г. в деревня принадлежала двум владелицам — А. В. Даниловой (23 мужчины, 19 женщин) и А. А. Феоктистовой (11 мужчин, 18 женщин). В 1885 году в деревне было 48 дворов и 258 жителей. Основным промыслом была возка и пилка леса, также 4 семьи заготавливали муравьиное яйцо. Женщины ткали нанку и разматывали пряжу. Летом дополнительный доход давал сбор белых грибов. Значителен был отход в города на промышленные предприятия. В начале XX века в деревне появилась бакалейная лавка.
Входила в состав городского поселения Егорьевск (ранее входила в состав Селиваниховского сельского округа).

## Демография
Население — 104 человек (2010).
| 1859 | 1868 | 1885 | 1905 | 1926 | 2002 | 2006 |
| ---- | ---- | ---- | ---- | ---- | ---- | ---- |
| 238  | ↗265 | ↘124 | ↗142 | ↘85  | ↗102 | ↘83  |
| 2010 |      |      |      |      |      |      |
| ↗104 |      |      |      |      |      |      |

## Известные личности
- Верушкин Ф. А. — полковник, заместитель командира полка 320-й стрелковой дивизии, герой Аджимушкая.

## Интересный факт
При создании муниципального образования «Городское поселение Егорьевск» в его составе оказалось две деревни Семёновских бывшего Селиваниховского и Ефремовского сельских округов. Чтобы избежать этой неоднозначности в 2006 году деревня Семёновская бывшего Ефремовского сельского округа была юридически упразднена и включена в состав деревни Исаевская, с которой даже не граничит.